# Kenji Honnami
Kenji Honnami (jap. 本並 健治, Honnami Kenji; * 23. Juni 1964 in Hirakata, Präfektur Osaka) ist ein ehemaliger japanischer Fußballspieler.

## Nationalmannschaft
1994 debütierte Honnami für die japanische Fußballnationalmannschaft. Honnami bestritt drei Länderspiele.

## Errungene Titel
- Kaiserpokal: 1990